# Gottlieb Friedrich Jäger
Gottlieb Friedrich Jäger (* 7. Juni 1783 in Stuttgart; † 28. Mai 1843 in Tübingen) war ein deutscher evangelischer Geistlicher, Theologe und Hochschullehrer.

## Leben
Jäger war der Sohn des Leibarztes Christian Friedrich von Jäger. Er besuchte das Stuttgarter Gymnasium illustre und kam nach dessen Abschluss am 8. August 1800 an das Tübinger Stift. Am 23. Oktober 1800 wurde er an der Universität Tübingen immatrikuliert und bereits am 9. Dezember 1800 erhielt er den Bakkalaureusgrad. Im September 1802 schloss er als Magister die philosophischen Studien ab und widmete sich dann bis 1805 den theologischen Studien.
Jäger ging nach Abschluss seiner Studien in Tübingen als Hofmeister zu den Grafen Rantzau nach Kiel. Aufgrund des Theologenmangels hatte er es der Vermittlung seines Vaters zu verdanken, dass er die Freigabe für die Stellung in Kiel bekam. Dort wurde er gut in die gelehrte Stadtgesellschaft aufgenommen. Er verblieb für dreieinhalb Jahre, bevor er 1808, mit einer Reise über diverse deutsche Universitäten verbunden, als Repetent an das Tübinger Stift zurückkehrte. Zu Ostern 1811 wurde er Vikar in Stuttgart. 1810 erhielt er einen Ruf als außerordentlicher Professor der Theologie an die Universität Kiel. Diesen musste er allerdings ablehnen, da er aus Württemberg keine Freigabe erhielt. Im Gegenzug stellte man ihm in Württemberg ebenfalls eine gute Stellung in Aussicht. 1811 erhielt er die Pfarrei in Tamm.
Jäger erhielt 1816 durch den König seine Ernennung zum Ephorus des Tübinger Stifts sowie die ordentliche Professur für Hebräisch und Bibelgriechisch an der Philosophischen Fakultät. Nach 1824 und vor 1839 wurde er an der Tübinger Universität zum Doktor promoviert. 1834 musste er seine Stellung als Ephorus am Stift abgeben. Er hatte zweimal das Rektorat der Universität inne, so war er in den Jahren 1819 und 1824/1825 Rektor.
Der Obermedizinalrat Georg Friedrich von Jäger war sein Bruder.

## Werke (Auswahl)
- De locis Proverbiorum in N.T. laudatis, Tübingen 1816.
- De integritate libri Job, Tübingen 1819.
- De ordine prophetarum minorum chronologico, 2 Bände, Tübingen 1823–27.
- Über das Zeitalter Obadjas, Tübingen 1837.